# Titularbistum Ambia
Ambia ist ein Titularbistum der römisch-katholischen Kirche.
Es geht zurück auf einen untergegangenen Bischofssitz in der gleichnamigen antiken Stadt, die in der römischen Provinz Mauretania Caesariensis (heute nördliches Algerien) lag.
| Nr. | Name                                     | Amt                                                               | von            | bis               |
| --- | ---------------------------------------- | ----------------------------------------------------------------- | -------------- | ----------------- |
| 1   | Alexandre-Auguste-Laurent-Marie Roy MAfr | Apostolischer Vikar von Bangueolo (Sambia)                        | 28. Mai 1934   | 10. Februar 1984  |
| 2   | Eduardo Vicente Mirás                    | Weihbischof in Buenos Aires (Argentinien)                         | 1. März 1984   | 20. November 1993 |
| 3   | Carlos Aníbal Altamirano Argüello        | Weihbischof in Quito (Ecuador)                                    | 3. Januar 1994 | 14. Februar 2004  |
| 4   | Victor Sánchez Espinosa                  | Weihbischof in Mexiko (Mexiko)                                    | 2. März 2004   | 5. Februar 2009   |
| 5   | Giovanni Migliorati MCCI                 | Apostolischer Vikar von Awasa (Äthiopien)                         | 21. März 2009  | 12. Mai 2016      |
| 6   | Roberto Bergamaschi SDB                  | Apostolischer Vikar von Awasa (bis 2020) und Gambella (Äthiopien) | 29. Juni 2016  |                   |